# Zinnwald-Georgenfeld
Zinnwald-Georgenfeld je vesnice, místní část města Altenberg v německé spolkové zemi Sasko. Nachází se v zemském okrese Saské Švýcarsko-Východní Krušné hory a má 417 obyvatel. Leží v Krušných horách přímo na hranici s Českou republikou, přibližně 40 kilometrů od Drážďan. Na české straně se nachází Cínovec.

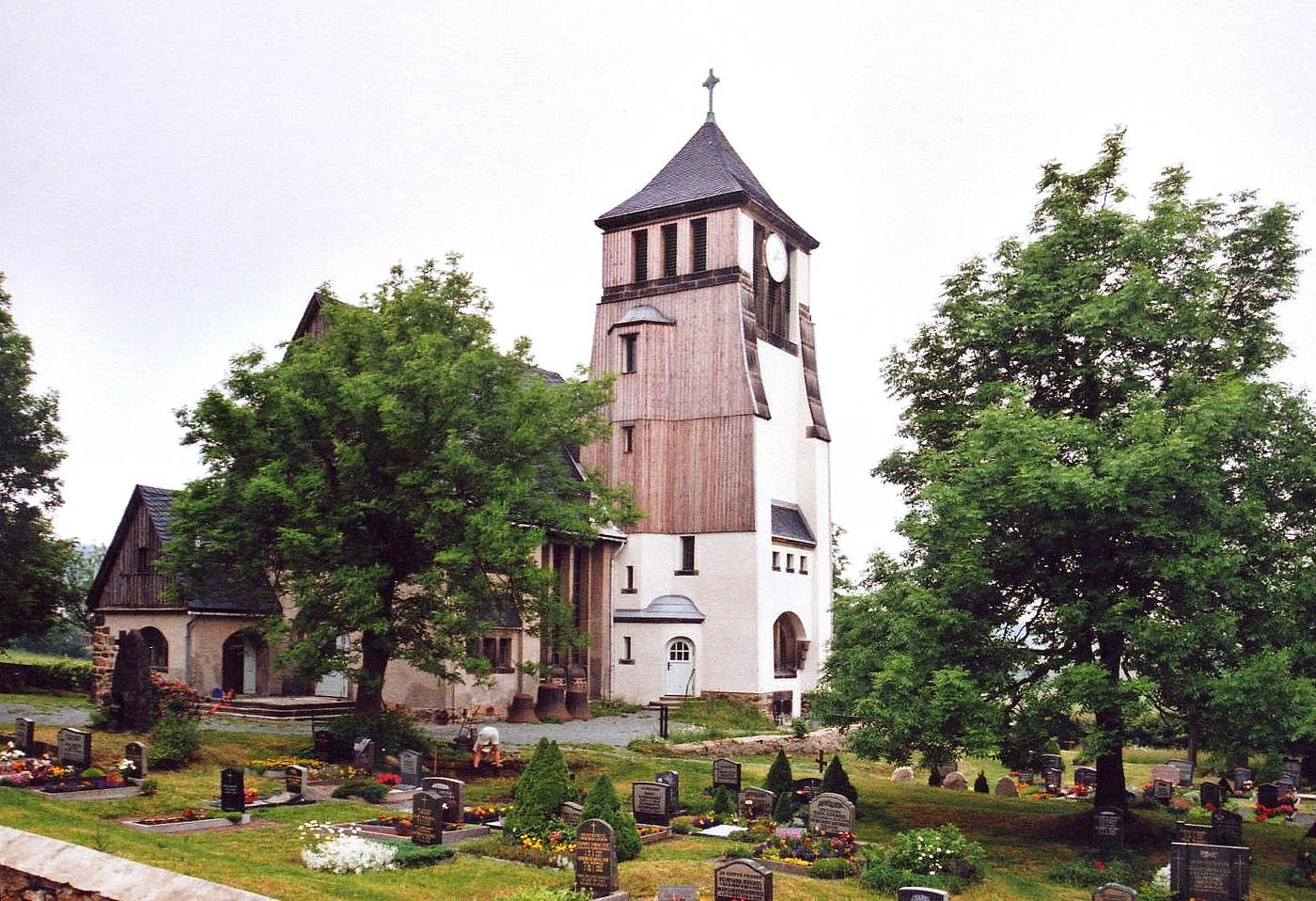
Evangelický kostel

## Poloha a přírodní podmínky
Zinnwald-Georgenfeld se rozprostírá v nadmořské výšce 780–880 metrů, a je tak nejvýše položeným sídlem ve východním Krušnohoří. Převládá zde drsné a chladné klima. Roční srážky dosahují v průměru 1 020 mm, z toho jednu třetinu představují srážky sněhové. Sníh vydrží v lokalitě zhruba 130 dní v roce. Průměrná roční teplota se pohybuje okolo 4,1 °C. Vegetační období je zde velmi krátké (155–175 dní).

## Charakter sídla
Zinnwald je typickým příkladem roztroušené vsi. Příčinou byly zdejší přírodní podmínky, které neumožňovaly provozování zemědělství v takové míře, která by zaručila místním usedlíkům obživu. Obyvatelé byli kromě toho hlavně horníci, řemeslníci a námezdní dělníci, kteří se spoléhali především sami na sebe, a chyběla jim tudíž větší sociální motivace k vybudování (stavebně) semknuté vesnice. Opakem je exulantská kolonie Georgenfeld, která byla naplánována a založena v roce 1671 kvůli stoupajícímu počtu protestantských běženců z Čech (především z Teplic, Litoměřic a Prahy).

## Historie

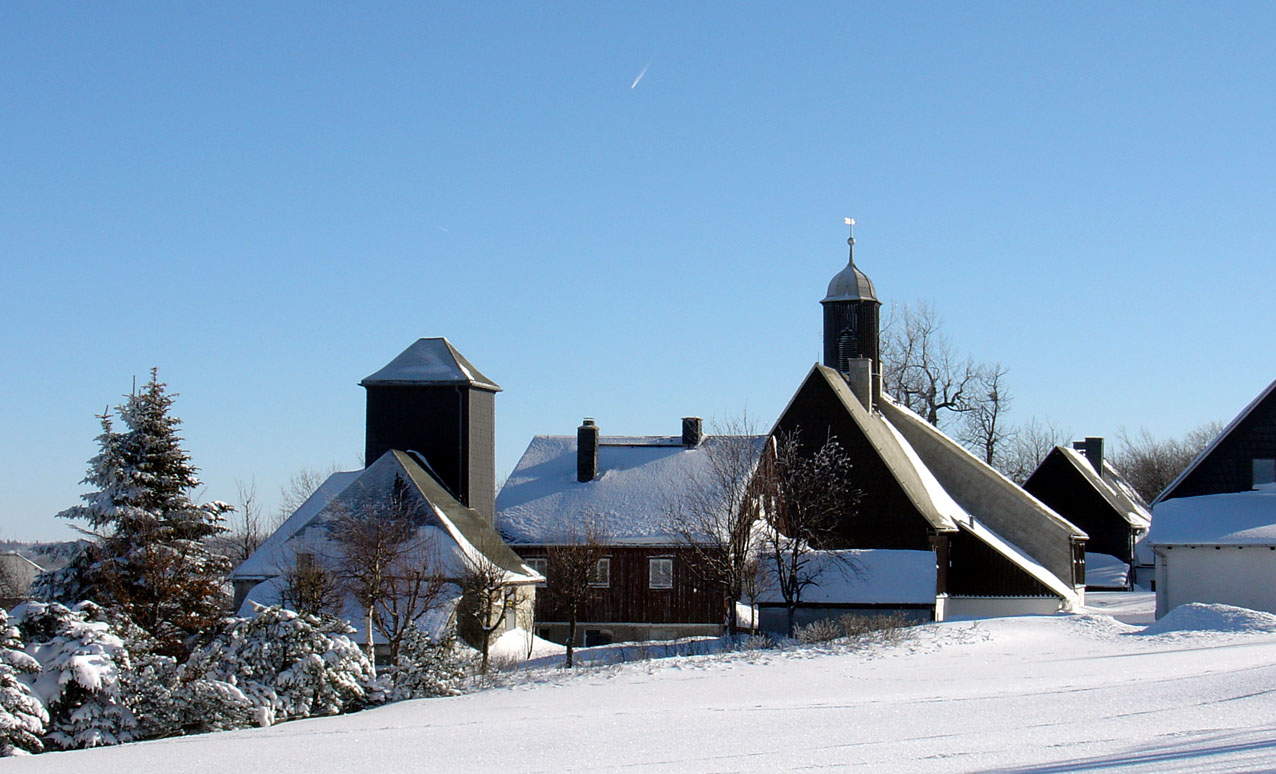
Muzeum „Huthaus“

### Období do rozdělení českého Cínovce
Cínovec byl původně tvořen shlukem hornických domků. Nejstarší částí bývalé obce byl zaniklý Přední Cínovec, jehož počátky sahají až do 12. století (přesný rok vzniku obce je nicméně neznámý). Cínovec začal postupně vznikat tím, že sem přicházeli horníci z nedaleké Krupky, aby našli další ložiska cínu. Jako Cínovec byla proto označována celá oblast na sever od Krupky až po Moldavu. První písemná zmínka o Cínovci spadá do roku 1378.
Jelikož byla hranice mezi Saskem a Čechami v Krušných horách ve středověku nejednoznačná a často se měnila, byla na základě Chebské smlouvy z 25. dubna 1459 pevně stanovena. Část Cínovce se tak ocitla na německé straně (jedná se o dnešní Zinnwald-Georgenfeld). Hranice stanovená v Chebu je téměř v nezměněné podobě platná dodnes, a řadí se tak k nejstarším dodnes platným, dohodou vymezeným, hraničním liniím v Evropě.

### Období po rozdělení Cínovce až do sloučení s městem Altenberg
Německá strana nebyla původně tak hustě osídlena. K roku 1590 byli v obci Zinnwald evidováni jen dva obyvatelé, kteří byli povinni platit daně. Po plenění za třicetileté války zbylo v obci jen sedm obydlených domů. O zalidnění a prosperitu celé této oblasti se zasloužili exulanti z Čech, kde probíhala násilná rekatolizace. Tak vznikl nejen výše uvedený „starý“ Georgenfeld.
Roku 1728 „po žních“ vrchností pozvaná reformační komise s jezuity v čele vyvolala další migrační vlnu prchajících protestantů, tentokrát z Cínovce a okolí, takže na saskou stranu hor se přesunulo 800 havířů i s rodinami. Ti pak založili „nový“ Georgenfeld, ale šli i do Fürstenau, Geisingu, Lauensteinu i jinam. Poblíž Fojtovic založili exulanti osadu nazvanou Gottgetreu. Roku 1731 následovala další vlna útěků z české strany Krušných hor a s ní souviselo i zakládání dalších kolonií v Lužici, Sasku i jinde.
V obci Zinnwald existovalo v polovině 19. století sedm dolů, které se roku 1851 přetransformovaly do těžařské společnosti "Vereinigt Zwitterfeld zu Zinnwald". Okolo roku 1900 zažila těžba naposledy velký rozkvět, jelikož byl zdejší wolfram používán na zušlechťování oceli. Po první světové válce byla těžba definitivně ukončena. Roku 1950 došlo k sjednocení obce s Georgenfeldem, čímž vznikla obec Zinnwald-Georgenfeld. Tato pak, při sloučení s městem Altenberg, roku 1994 zanikla.

### Zinnwald Lithium
Ložisko rudy, rozložené po obou stranách česko-německé státní hranice v oblasti Cínovec – Zinnwald a historicky propojené těžbou, se stalo na počátku 21. století předmětem zájmu nadnárodních těžařských společností. Na německé straně zahájil přípravu těžby lithia soukromý subjekt, který byl za tímto účelem vytvořen. O realizaci projektu Zinnwald Lithium usilují kanadská těžařská společnost Bacanora Minerals Ltd. z Calgary a německý výrobce solárních baterií SolarWorld GmBH, jehož hlavní sídlo je v Bonnu a výrobní provozy má v durynském Arnstadtu a v saském Freibergu. Ve společném podniku, který pod názvem Deutsche Lithium GmBH sídlí ve Freibergu, má každá z výše uvedených firem padesátiprocentní podíl. Firma SolarWorld získala práva na průzkum ložiska lithiové rudy u Zinnwaldu v březnu roku 2011.

## Muzea, výstavy a naučné stezky
- Prohlídkový důlní závod „Vereinigt Zwitterfeld zu Zinnwald“ byl otevřen roku 1992, jedná se zhruba tři kilometry dlouhý podzemní okruh, jenž vede až k česko-německé hranici
- Hornické muzeum „Huthaus“ – od roku 1983 informuje o místní historii, především o těžbě cínu a každodenním životě horníků
- Příhraniční naučná hornická stezka

## Pamětihodnosti a přírodní zajímavosti
- Georgenfeldské vrchoviště
- Evangelický kostel, postavený v letech 1908–1909